# Begonia nigritarum
Begonia nigritarum es una especie de planta perenne perteneciente a la familia Begoniaceae. Es originaria de Filipinas.

## Taxonomía
Begonia nigritarum fue descrita por Ernst Gottlieb von Steudel y publicado en Nomenclator Botanicus 1: 104. 1821.
Etimología
Begonia: nombre genérico, acuñado por Charles Plumier, un referente francés en botánica, honra a Michel Bégon, un gobernador de la excolonia francesa de Haití, y fue adoptado por Linneo.
nigritarum: epíteto
sinonimia
- Acetosa nigritarum Kamel	basónimo
- Begonia capensis Blanco
- Begonia merrillii Warb.
- Begonia rhombicarpa A.DC.[2]